# Promysłowa
Promysłowa (ukr. Промислова; ros. Промыслова) – przystanek kolejowy w miejscowości Łuck, w obwodzie wołyńskim, na Ukrainie. Leży na linii Lwów – Kiwerce.